# Đơn vị đo
Đơn vị đo lường hay đơn vị đo là bất kỳ một đại lượng vật lý, hay tổng quát là một khái niệm, nào có thể so sánh được, ở điều kiện tiêu chuẩn (thường không thay đổi theo thời gian) dùng để làm mốc so sánh cho các đại lượng cùng loại trong đo lường.
Trên thế giới đang tồn tại nhiều hệ các đơn vị đo lường (hệ đo lường). Hệ đo lường được sử dụng phổ biến nhất là hệ đo lường quốc tế hay còn gọi là hệ đo lường SI.

## Ví dụ
Lấy ví dụ đại lượng vật lý khối lượng, một đại lượng có thể so sánh về độ lớn, có thể dùng đơn vị đo là khối lượng của một vật thể ở trong một điều kiện không thay đổi theo thời gian. Trong hệ đo lường quốc tế, từ năm 1889 đến nay, người ta lấy vật thể tiêu chuẩn đó là khối kilôgam được cất giữ ở Paris bởi tổ chức BIPM.

## Các hệ đo lường
- Hệ đo lường quốc tế
- Hệ đo lường cổ Việt Nam
- Hệ đo lường Anh Mỹ
- Hệ đo tự nhiên

## Các đơn vị đo lường
- Đơn vị đo áp suất
- Đơn vị đo chiều dài
- Đơn vị đo công suất
- Đơn vị đo cường độ sáng
- Đơn vị đo diện tích
- Đơn vị đo điện
- Đơn vị đo độ nhớt
- Đơn vị đo khối lượng
- Đơn vị đo lực
- Đơn vị đo mật độ
- Đơn vị đo năng lượng
- Đơn vị đo nhiệt độ
- Đơn vị đo phóng xạ
- Đơn vị đo số lượng
- Đơn vị đo tần số
- Đơn vị đo thể tích
- Đơn vị đo thời gian
- Đơn vị đo tiền tệ
- Đơn vị đo từ
- Đơn vị đo vận tốc